# Santiago el Alto
Santiago el Alto är en ort i Mexiko, tillhörande kommunen Tepotzotlán i delstaten Mexiko. Santiago el Alto ligger i den centrala delen av landet och tillhör Mexico Citys storstadsområde. Orten hade 245 invånare vid folkräkningen 2010.